# Heubergpark
Der Heubergpark ist eine Grünanlage in der Innenstadt von Wesel am Niederrhein. Er umfasst rund 26.400 m² Grünfläche, hinzu kommt ein am Rand des Parks gelegenes Schwimmbad. Bekannt ist der Park als jährlicher Veranstaltungsort des EselRock-Festivals.

## Lage
Der Heubergpark liegt im Nordosten des Innenstadtkerns von Wesel. Er befindet sich rund 500 Meter nordwestlich des Bahnhofs Wesel und rund 250 Meter nördlich des Berliner Tors, an dem zugleich die Fußgängerzone beginnt. Der Park allein hat eine Fläche von rund 26.400 m², hinzu kommt das am nordwestlichen Rand des Parks gelegene HeubergBad.
Im Nordwesten wird der Park durch das Schwimmbadgelände und die dahinter liegende Gantesweilerstraße begrenzt. Im Norden verläuft der Kurfürstenring und im Osten der Kaiserring jeweils als Teil der Ringstraße um den Weseler Stadtkern. Auf der Südostseite des Parks verläuft die Friedrichstraße, auf der Südwestseite die Alte Roßmühlenstraße und im Süden wird der Park durch das Gelände des Fernmeldeturms „Langer Heinrich“ begrenzt. Auf der gegenüberliegenden Seite der Ringstraße besteht ein direkter Übergang zu Waldflächen des Weseler Glacis.

## Geschichte
Bis zum Beginn des Entfestigungsprozesses um 1890 war Wesel preußische Festungsstadt und auf dem Heuberg befand sich ein Exerzierplatz. Mit dem Beginn dieses Prozesses wurde durch Sporttreibende die Nutzung des Geländes als Rasenplatz angestrebt. Dies führte in den Jahren von 1909 bis 1911 jedoch zu Konflikten mit dem Militär, das immer noch stark in der Stadt vertreten war und das Gelände weiterhin als reinen Exerzierplatz nutzen wollte. Die Stadtverwaltung und das Königliche Gymnasium zu Wesel setzten sich zwar bei der übergeordneten Militärverwaltung für eine sportliche Nutzung ein, doch erst nach der Einberufung eines neuen Festungskommandanten konnte ab April 1911 eine Lösung gefunden werden. Unter Auflagen wurde dem Weseler Turnverein und den lokalen Schulen eine Mitbenutzung gestattet, auch eine weitere Fläche bei Fusternberg erhielt eine Freigabe für sportliche Mitnutzung.
Nach dem Ersten Weltkrieg zog sich das Militär aus der Stadt zurück, wodurch die Stadt über die Fläche des ehemaligen Exerzierplatzes verfügen konnte. 1922 wurde durch den Weseler Turnverein eine Planung für einen Sportplatz vorgelegt und am 18. Mai 1924 wurde der Heubergsportplatz eingeweiht. Er bestand aus einem großen Rasenplatz, umgeben von einer 360 Meter langen Aschenrundbahn, Sprunggruben, modernen Sanitäranlagen, Umkleiden und Versammlungsräumen. Hinzu kamen drei Tennisplätze auf der Nordseite des Platzes. Der Hauptplatz und die umliegende Bahn wurden für Leichtathletik sowie verschiedene Rasenspiele genutzt. Ab 1929 verfügte der Weseler Turnverein auch über eine eigene Fußballabteilung. Im Verlauf des Zweiten Weltkriegs ging die Nutzung des Sportplatzes deutlich zurück und nach 1945 war die Anlage aufgrund von Bombenangriffen nicht weiter nutzbar.
Ab 1950 war eine Nutzung des Sportplatzes wieder möglich, auch wenn im selben Jahr der südliche Teil des Geländes zum Berliner Tor hin an die Deutsche Bundespost abgegeben wurde. Für den verbleibenden Teil des Geländes schlug Stadtdirektor Karl-Heinz Reuber in den 1950er Jahren den Bau einer Stadthalle vor, was jedoch nicht umgesetzt wurde. 1960 verlegte der in den Nachkriegsjahren auf dem Heuberg ansässige Weseler Spielverein seine Aktivitäten zu einem anderen Sportplatz. Nördlich des heutigen Parks wurde von 1963 bis 1965 an der Gantesweilerstraße das Stadtbad erbaut. Die Einrichtung eines Parks auf dem angrenzenden Gelände war zu dieser Zeit bereits geplant. Am 17. November 1972 wurde angrenzend der durch lokale Jungsozialisten erbaute Spielplatz am Heuberg eingeweiht. Mit der Errichtung des bereits in den 1960er Jahren vorgesehenen Heubergparks wurde 1980 begonnen. Am 2. Mai 1981 wurde der Park eröffnet. 1995 wurde das angrenzende Stadtbad abgerissen und durch einen 1996 fertiggestellten Neubau ersetzt. Das neue Hallenbad erhielt den Namen „HeubergBad“. Daran angrenzend wurde auch ein Saunabetrieb eingerichtet. Im Rahmen einer 2007 im Park veranstalteten Jugendmesse entstand die Idee für das EselRock-Festival, das seit 2008 jährlich im Park veranstaltet wird.

## Gestaltung und Nutzung

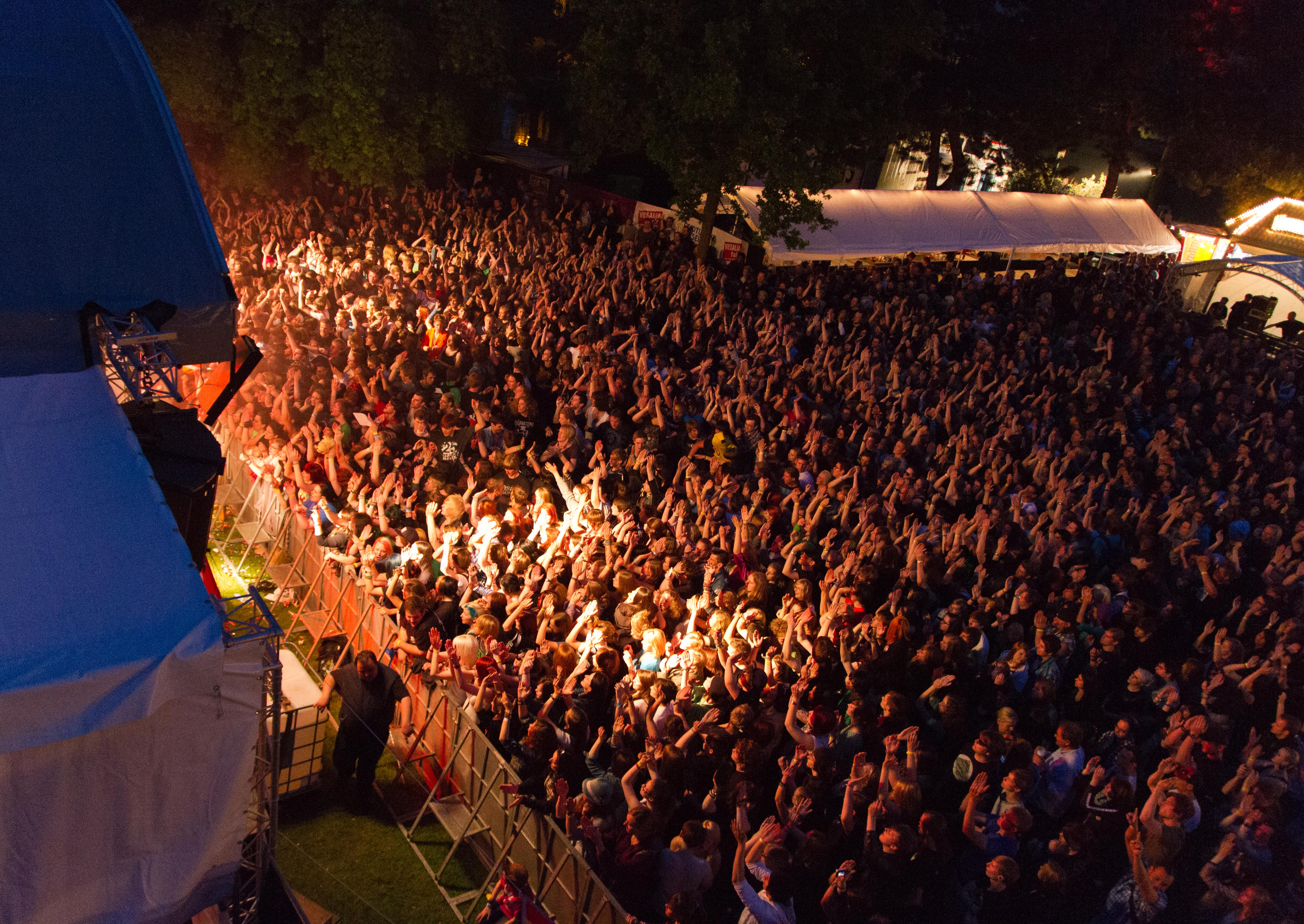
Publikum vor der Hauptbühne beim EselRock 2012

Der Park ist von Wegen durchzogen und an mehreren Stellen an umliegende Straßen angebunden. Neben Bäumen und kleiner Vegetation weist er mehrere große Wiesenflächen auf. Zu den Wiesenflächen zählt auf der Südseite ein größerer Hügel, der im Winter zum Rodeln geeignet ist. Ferner gibt es zum Schwimmbad hin einen knapp 3.000 m² großen Teich. Eine Besonderheit ist ein kleinerer auf der Nordostseite des Parks gelegener Hügel, unter dem sich eine Kasematte – also ein vor Artilleriebeschuss geschütztes Gewölbe – befindet. Sie war Teil eines im 18. Jahrhundert angelegten Ravelins der Festung Wesel. Heute ist sie ein bedeutendes Quartier für Fledermäuse, besonders für die Arten Fransenfledermaus, Wasserfledermaus und seltener auch für Braune Langohren. Durch die Stadt Wesel ist die Kasematte als Winterquartier für Fledermäuse ausgewiesen. Mehrfach wurden im Park und an der Kasematte Veranstaltungen zum Thema Fledermäuse durchgeführt.
Die bekannteste wiederkehrende Veranstaltung im Park ist das EselRock-Festival. Das seit 2008 durchgeführte Festival hatte bei der Erstveranstaltung 7.000 Besucher und konnte in den folgenden Jahren regelmäßig rund 10.000 Besucher aufweisen. Es handelt sich um ein Umsonst & Draußen-Musikfestival.